# Јакуб Челебија
Јакуб Челебија (тур. Yakub Çelebi; Бурса око 1362 — Косово поље 1389) је био син султана Мурата I и брат султана Бајазита I, учествовао је у боју на Косову. Задављен је по наређењу султана Бајазита I, да не би угрожавао његову власт. Сахрањен је у Бурси заједно са својим оцем.

## Биографија
Школовао се од малих ногу и навикао на административно и војно образовање. Прославио се својом храброшћу, јунаштвом и добродушношћу и био је са његовим оцем султаном Муратом I у свим ратовима.
Јакуб је прворођени Муратов син, који је требало да постане следећи султан када му отац умре. Јакуб је био праведнији од султана Бајазита I, и имао је више морала за султана. Вероватно да је султан Мурат I мислио да Јакуба начини султаном, али он бива убијен у Боју на Косову од стране српског витеза Милоша Обилића, што је ишло у корист Бајазиту.
Бајазит је наредио да нико од војске који се боре укључујући и Јакуба не сазна да је султан Мурат I убијен. Када Јакуб долази, који је иначе остао без већине своје војске коју је разбио војвода Влатко Вуковић, Бајазитови војници су свиленим гајтаном задавили Јакуба.
По сведочењу деспота Стефана Лазаревића записаном на Мраморном стубу на Косову где говори о убиству кнеза Лазара, стоји „Не посече га нико други, о љубими, до сама рука тога убице, сина Амуратова. И све ово речено сврши се лета 6897, индикта 12, месеца 15, у дан уторак”, односно, да је исти турски завереник убио њега и кнеза Лазара истога дана, 15. јуна 1389. године.
У југословенској историјској драми Бој на Косову из 1989, Јакуба Челебију приказује Марко Баћовић.

## Породица
Јакуб је имао две жене:
- Фулане Хатун, кћи Константина Дејановића од Велбужда. Две њене сестре су се удале за Јакубовог оца султана Мурата I и његовог полубрата султана Бајазита I
- .Принцеза непознатог имена члан династије Палеолога, ћерка византијског цара Јована V и његове жене царице Јелене Кантакузин. Удала се за Јакуба 1386. године.[4]